# Bittacus annae
Bittacus annae är en näbbsländeart som beskrevs av Jason Gilbert Hayden Londt 1972. 
Bittacus annae ingår i släktet Bittacus och familjen styltsländor. Inga underarter finns listade i Catalogue of Life.